# 2001-es Vuelta ciclista a España
A 2001-es Vuelta a España volt az 56. spanyol körverseny. 2001. szeptember 8-a és szeptember 30-a között rendezték. A verseny össztávja 3012 km volt, és 21 szakaszból állt. Végső győztes a spanyol Angel Casero lett.

## Végeredmény
|    | Versenyző           | Csapat            | Idő          |
| -- | ------------------- | ----------------- | ------------ |
| 1  | Angel Casero        | Festina           | 70 óra 49.05 |
| 2  | Oscar Sevilla       | Kelme-Barclaycard | 0.47         |
| 3  | Levi Leipheimer     | US Postal Service | 2.59         |
| 4  | Roberto Heras       | US Postal Service | 3.56         |
| 5  | Juan Miguel Mercado | iBanesto.com      | 5.45         |
| 6  | David Plaza         | Festina           | 5.53         |
| 7  | José Luis Rubiera   | US Postal Service | 6.57         |
| 8  | Claus Möller        | Milaneza-MSS      | 7.13         |
| 9  | Aitor Osa           | iBanesto.com      | 8.32         |
| 10 | Fernando Escartin   | Team Coast        | 10.31        |